# Woodsia montevidensis
Woodsia montevidensis är en hällebräkenväxtart som först beskrevs av Kurt Sprengel, och fick sitt nu gällande namn av Georg Hans Emmo Wolfgang Hieronymus. Woodsia montevidensis ingår i släktet Woodsia och familjen Woodsiaceae. Inga underarter finns listade.